# Ор (Минесота)
Ор (енгл. Orr) град је у америчкој савезној држави Минесота.

## Демографија
По попису из 2010. године број становника је 267, што је 18 (7,2%) становника више него 2000. године.
| Група             | 2000.       | 2010.       |
| Белци             | 210 (84,3%) | 216 (80,9%) |
| Афроамериканци    | 0 (0,0%)    | 0 (0,0%)    |
| Азијати           | 0 (0,0%)    | 0 (0,0%)    |
| Хиспаноамериканци | 1 (0,4%)    | 0 (0,0%)    |
| Укупно            | 249         | 267         |